# Jon Lilletun
Jon Lilletun (* 23. Oktober 1945 in Vossestrand (heute zu Voss), Norwegen; † 21. August 2006) war ein norwegischer Politiker und Minister der Christlichen Volkspartei.

## Ausbildung und Beruf
Der Sohn eines religiösen Kleinbauern und Dorfbriefträgers konnte wegen der Armut der Eltern lediglich die neunjährige Elementarschule absolvieren. Später absolvierte er eine Ausbildung bei einem Kaufmann und besuchte verschiedene Handelsschulen. Anfang der siebziger Jahre eröffnete er selbst ein Einzelhandelsgeschäft, für das er jedoch innerhalb weniger Jahre Konkurs anmelden musste. Wegen Buchungsmanipulationen wurde er zu einer Freiheitsstrafe von 45 Tagen verurteilt.
Von 1975 bis 1989 war er Jugendsozialarbeiter in der Gemeinde Vennesla. Dort kandidierte er 1983 auch erfolglos als Bürgermeister. Während dieser Zeit konvertierte er auch von der Pfingstgemeinde zur „Kirche von Norwegen“.

## Mitglied des Storting
Von 1981 bis 1985 vertrat er als stellvertretender Abgeordneter den Wahlbezirk Vest-Agder im Storting.
Von 1989 bis zu seinem Tod war er Abgeordneter des Storting. Allerdings übernahm mit seiner beginnenden Krebserkrankung ab Frühjahr 2005 bereits der stellvertretende Abgeordnete Sigmund Kroslid teilweise seine Aufgaben.
Während seiner Abgeordnetenzeit war er Mitglied verschiedener Ausschüsse und unter anderem von 1993 bis 1997 Vorsitzender des Ständigen Ausschusses für Bildung, Wissenschaft und Kirchliche Angelegenheiten. Neben seiner Mitgliedschaft im Ständigen Ausschuss für Auswärtige Angelegenheiten war er auch Mitglied der norwegischen Delegationen für Beziehungen zum Europäischen Parlament und zur NATO.
Jon Lilletun, der 1993 bis 1997 auch Vorsitzender der Fraktion der Christlich-Demokratischen Partei war, war zuletzt seit 2005 Vizepräsident des Lagting.

## Mitglied der Regierung
1997 berief ihn der damalige Ministerpräsident Kjell Magne Bondevik in sein Kabinett. Dort war er bis 2000 Minister für Bildung, Forschung und Kirchliche Angelegenheiten. Während seiner Amtszeit wurde unter anderem das Norwegische Zentrum für Holocaust-Studien und Religiöse Minderheiten gegründet.